# بيل برادلي (لاعب كريكت)
بيل برادلي (2 يناير 1875 في المملكة المتحدة - 19 يونيو 1944) (بالإنجليزية: Bill Bradley)‏ هو لاعب كريكت بريطاني (وحمل سابقاً جنسية المملكة المتحدة لبريطانيا العظمى وأيرلندا). شارك مع منتخب إنجلترا للكريكت. أما مع النوادي، فقد لعب مع Kent County Cricket Club ‏ وLondon County Cricket Club ‏.

## وصلات خارجية
- بيل برادلي على موقع إي آس بي آن كريك إنفو (الإنجليزية)